# 구갈희망누리도서관
구갈희망누리도서관은 경기도 용인시 기흥구 소재의 도서관이다.

## 연혁
- 2007년 7월 26일 개관.

## 시설현황
- 2층: 종합자료실, 사무실
- 1층: 세미나실

## 이용 안내
이용 시간
- 자료실: 평일 09:00 ~ 18:00 / 토요일 09:00 ~ 17:00

휴관일
- 매주 일요일
- 명절(신정, 설연휴, 추석연휴), 국경일, 정부지정 공휴일(시설 전체 휴관)
- 도서관의 특별한 사정으로 인한 휴관